# Daemonorops gracilipes
Daemonorops gracilipes är en enhjärtbladig växtart som först beskrevs av Friedrich Anton Wilhelm Miquel, och fick sitt nu gällande namn av Odoardo Beccari. Daemonorops gracilipes ingår i släktet Daemonorops och familjen Arecaceae. Inga underarter finns listade i Catalogue of Life.